# کتلین کریگان
کتلین کریگان (انگلیسی: Kathleen Kerrigan؛ ‏ ۱۱ آوریل ۱۸۶۸ – ۲۷ ژانویهٔ ۱۹۵۷) بازیگر، نمایشنامه‌نویس و نویسنده اهل ایالات متحده آمریکا بود. وی خواهر جی. وارن کریگان و والاس دبلیو کریگان بود.
از فیلم‌هایی که وی در آن‌ها نقش داشته‌است، می‌توان به سامسون اشاره نمود که در آن نقش دلیله را ایفا کرده بود.